# Prokoenenia chilensis
Prokoenenia chilensis är en spindeldjursart som först beskrevs av Hansen 1901.  Prokoenenia chilensis ingår i släktet Prokoenenia och familjen Prokoeneniidae. Inga underarter finns listade i Catalogue of Life.